# Ровівська сільська рада
Ровівська сільська рада — колишній орган місцевого самоврядування у Вишгородському районі Київської області. Адміністративний центр — село Рови.

## Загальні відомості
Ровівська сільська рада утворена в 1919 році.

## Населені пункти
Сільській раді підпорядковані населені пункти:
- с. Рови
- с. Круги
- с. Розтісне
- с. Федорівка

## Склад ради
Рада складається з 14 депутатів та голови.

### Керівний склад ради
| ПІБ                              | Основні відомості                                                                       | Дата обрання | Дата звільнення |
| -------------------------------- | --------------------------------------------------------------------------------------- | ------------ | --------------- |
| Мартиненко Михайло Олександрович | Сільський голова, 1959 року народження, освіта середня спеціальна, безпартійний         | 26.03.2006   | 31.10.2010      |
| Мартиненко Михайло Олександрович | Сільський голова, 1959 року народження, освіта середня спеціальна, член Партії регіонів | 31.10.2010   |                 |

Примітка: таблиця складена за даними джерела